# Luciano Freire
Luciano Martins Freire (Lisboa, 11 de junho de 1864 – Lisboa, 28 de janeiro de 1934) foi um pintor português.

## Biografia
De origens humildes, filho de Domingos Martins Freire e de Virgínia de Jesus, nasceu em Lisboa, na freguesia da Encarnação, a 11 de junho de 1864. Luciano Freire conclui o curso de Pintura Histórica na Academia Real de Belas-Artes, em 1886, onde foi discípulo de Miguel Ângelo Lupi, Tomás da Anunciação e José Ferreira Chaves e onde lecciona uma cadeira de desenho de 1896 até 1933. Silva Porto foi um ídolo para o qual se voltou para aprender o paisagismo naturalista, ele que pertenceu à 2.ª Geração do Naturalismo.
Participa pela primeira vez na Sociedade Promotora de Belas-Artes em 1887, onde apresentou D. Sebastião (coleção da Câmara Municipal de Lisboa), mas no final da década de 1880 e início de 1890 dedica-se ao retrato, com apurado sentido de observação. Datam desta época um Auto-retrato (1895) marcado por um sóbrio jogo entre luz e sombra e a obra Catraeiros, que, a 8 de agosto de 1895, lhe valeria a nomeação como académico de mérito na Academia de Belas-Artes, perdida no naufrágio do vapor Saint André, em 1901, aquando do regresso das obras de arte expostas por Portugal na Exposição Universal de Paris de 1900.
Distingue-se pelas suas paisagens e pinturas de género, como Bucólica (1906), de evocação simbolista, e Desolação (1900), paisagem melancólica e de solidão. Luciano Freire foi autor de temas expressamente relacionados com o mundo fabril (Gasómetro e Fábrica de Gás Lisboa, em Belém) e ferroviário (Construção da Linha de Cascais), que desenhou aspetos do funcionamento de máquinas nas obras de edificação do porto de Lisboa e reproduziu artisticamente a ponte do Tejo, projectada por Bartissol e Seyrig, adiantando-se que a indústria e o trabalho fabril constituíram uma fonte artística para a execução de Perfume dos campos (1899) onde "sugere uma leitura crítica ao progresso citadino e à industrialização (...) preludiando preocupações ecológicas, na viragem do século XIX para o XX", não sendo linear a sua oposição à industrialização, apesar de se ter batido pela remoção da fábrica do gás nas imediações da Torre de Belém.

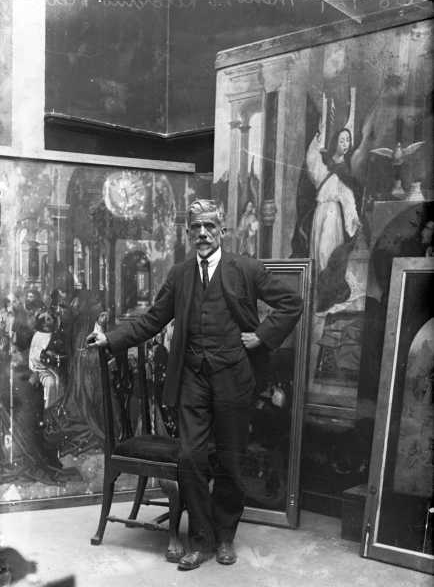
Luciano Freire no seu atelier (28 de maio de 1924, Arquivo Municipal de Lisboa).

Viaja pelo estrangeiro, nomeadamente a França e Inglaterra, visita museus e galerias, contacta com outros artistas, e consciencializa uma opinião crítica quanto às questões artísticas e patrimoniais. Assim, em paralelo com a sua acção artística, Luciano Freire dedica-se ao estudo e investigação, particularmente sobre a conservação e restauro de pintura, nomeadamente dos Primitivos portugueses. Luciano Freire conviveu de perto com Columbano Bordalo Pinheiro, Veloso Salgado, João Vaz, Ernesto Condeixa, José Malhoa e Carlos Reis, dadas as funções que exerceu enquanto secretário da Academia de Belas-Artes (1900-1910) e vogal, vice-presidente e presidente do Conselho de Arte e Arqueologia da 1.ª Circunscrição Artística (1911 e 1932). Este último organismo estava integrado no Ministério da Instrução Pública e tinha como responsabilidade a salvaguarda, a classificação, a conservação e o restauro do património artístico, histórico e arquitectónico português. Na Academia estabeleceu relações de amizade com os historiadores e críticos de arte Ramalho Ortigão, José Pessanha e José de Figueiredo, com os quais organizou a Comissão de Inventariação e Beneficiação da Pintura Antiga de Portugal, organismo instituído em abril de 1910 e no qual se salientou como restaurador.
Entre 1909 e 1910 procede ao restauro dos Painéis de São Vicente enquanto o seu colega José de Figueiredo (primeiro director do Museu Nacional de Arte Antiga) atribuía a autoria da pintura quatrocentista ao pintor Nuno Gonçalves. A sua atividade de restaurador exigiram dele atitude especial de intervenção na matéria e na forma da obra de arte de valor artístico e histórico, que se tornou notória ao cabo das três centenas e meia de restauros.

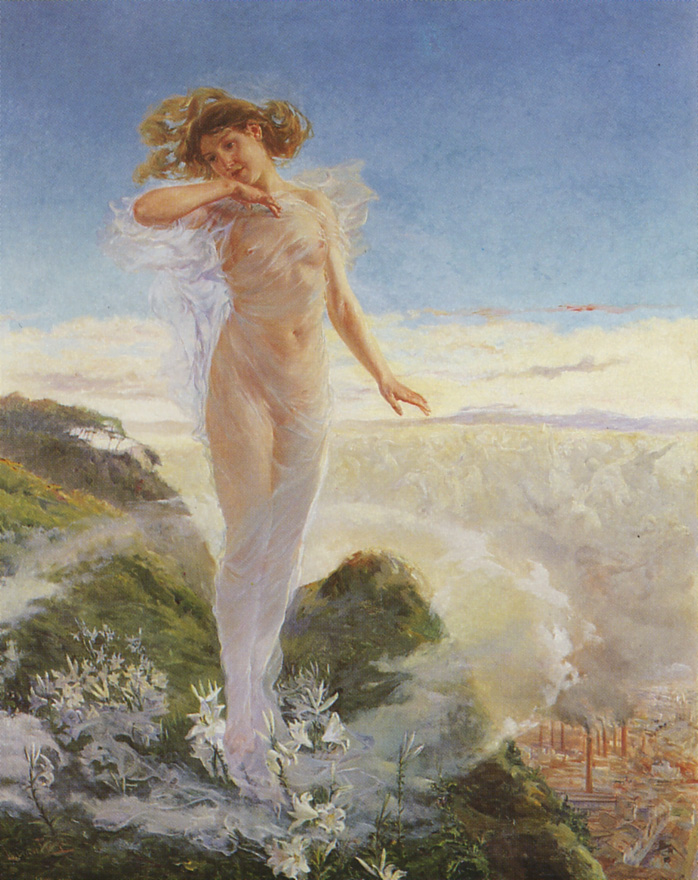
Luciano Freire, Perfume dos campos (1899) óleo sobre tela, 199 x 160 cm

Considerado a nível internacional como um dos mais genuínos restauradores do primeiro quartel do século XX, sobretudo da pintura quatrocentista e quinhentista, Luciano Freire é uma figura proeminente da história do Património em Portugal, entre 1910 e 1934. Não deixa, por isso, de ser curioso que este pintor e restaurador realizasse no campo do desenho obras tão significativas para a história dos caminhos de ferro em Portugal, traduzindo assim o interesse da construção da nova Linha de Cascais, na obra de um «operário» da pintura, enquanto expressão do trabalho histórico dos artistas do passado, enquanto objecto da representação ou ideação das realidades contemporâneas.
Aderiu ao movimento republicano e participou no inventário dos bens dos paços reais e das congregações religiosas e da Separação Igreja-Estado. É nomeado director do Museu Nacional dos Coches, em 1911, mantém uma colaboração activa nos processos de organização e funcionamento do Museu Nacional de Arte Antiga e participa regularmente nas secções artísticas de diversas revistas e publicações ilustradas.
Está representado em diversas coleções e museus, nomeadamente no Museu do Chiado, em Lisboa, e no Museu José Malhoa, em Caldas da Rainha. O seu nome consta na lista de colaboradores da revista Terra portuguesa  (1916-1927) e ainda na Revista de Arqueologia (1932-1938).
A 14 de fevereiro de 1920, foi agraciado com o grau de Comendador da Ordem Militar de Sant'Iago da Espada, tendo sido elevado a Grande-Oficial da mesma Ordem a 9 de setembro de 1929.
Luciano Freire falece aos 69 anos, em Lisboa, na freguesia de Santos-o-Velho, na sua residência, o terceiro andar esquerdo do número 16 da Rua Ribeiro Sanches, vítima de miocardite crónica, solteiro e sem filhos, a 28 de janeiro de 1934. Encontra-se sepultado no Cemitério dos Prazeres, na mesma cidade.